# Schlacht bei Liegnitz (1241)
Erster Einfall 1240–41

Sandomierz (1) – Tursko – Chmielnik – Tarczek – Kraków (1) – Ratibor – Oppeln – Liegnitz
Zweiter Einfall 1259–60

Sandomierz (2) – Kraków (2)
Dritter Einfall 1287–88

Łagów – Dunajec – Stary Sącz

Ein Rothkirch als Bannerträger des Herzogs Heinrich des Frommen in der Mongolenschlacht bei Liegnitz am 9. April 1241. Ausschnitt aus dem Bild in der Breslauer Universitäts-Handschrift von 1451

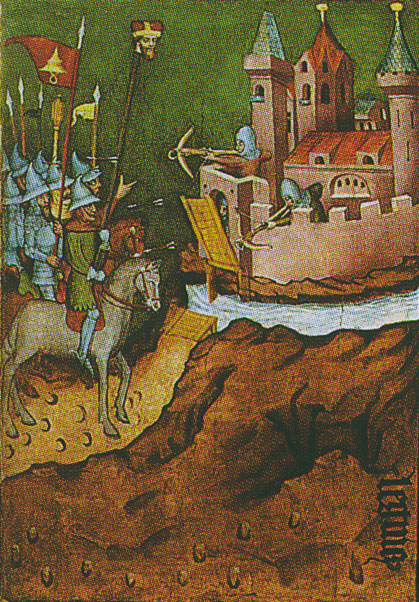
Die Mongolen präsentieren der belagerten Stadt den abgeschlagenen Kopf Heinrichs II. (Altarszene auf der Hedwigstafel im Warschauer Nationalmuseum)

In der Schlacht bei Liegnitz besiegte am 9. April 1241 ein mongolisches Heer eine polnisch-deutsche Streitmacht.
Zur Vermeidung von Verwechslungen mit der Schlacht bei Liegnitz von 1760 wird sie auch als Schlacht bei Wahlstatt bezeichnet, obwohl der Ortsname Wahlstatt erst später als Folge der Schlacht entstand.

## Vorgeschichte
Nach dem Fall Kiews 1240 war Batu Khan mit einer Armee der Goldenen Horde, die nur zu einem kleinen Teil aus Mongolen bestand, zu einem Eroberungszug in das Abendland aufgebrochen und in Polen eingefallen. Nach der Zerstörung von Sandomir und Krakau im Winter 1240/41 teilte Batu sein Heer. Eine Heeressäule unter den Prinzen Baidar (einem Sohn Tschagatai Khans) und Orda zog nach Nordwesten, Batu selbst mit dem Hauptheer nach Süden.
Auf dem Weg zum Ufer der Oder lag nun Anfang 1241 nur noch das Herzogtum Schlesien zwischen Westeuropa und der nördlichen Heeressäule der Mongolen. Herzog von Schlesien war damals Heinrich II., genannt „der Fromme“, der zugleich Seniorherzog von Polen war. Er erkannte die drohende Gefahr und stellte eiligst eine Armee zusammen. Herzog Heinrich galt als fromm, mutig und selbstbewusst, war allerdings weitgehend auf sich allein gestellt. Kaiser Friedrich II. war in Italien unabkömmlich, wo er mit dem Papst um die Vorherrschaft rang. Der König von Ungarn stand selbst vor der Invasion der südlichen Heeressäule der Mongolen; dort fand am 11. April die Schlacht bei Muhi statt. Immerhin sagte König Wenzel I. von Böhmen Hilfe zu und begann ebenso ein Heer aufzustellen.
Heinrich sammelte die Reste des polnischen Heeres, die den Mongolen bislang entkommen waren, und rief die schlesische Ritterschaft zu den Fahnen. Er bekam Unterstützung von einigen Ordensrittern der Templer und Deutschritter, vielleicht auch einigen Johannitern.
Die erste Abteilung, die der polnische Chronist Jan Długosz auflistet, wurde von Boleslaw (Boleslaus) angeführt und „setzte sich aus den Freiwilligen und Kreuzfahrern zusammen, die von Bergleuten aus Goldberg unterstützt wurden“. Er war der Sohn des vertriebenen Markgrafen von Mähren,
Diepold III. oder Theobald, ein Enkel Diepold I., gest. 1167, des jüngsten Sohnes Wladislaw I. von Böhmen 1109 bis 12. April 1125. Er besaß den Titel eines Herzogs unter Oberhoheit des Königs von Böhmen und war vermählt mit Adelhaid, der Tochter Boleslaw I. von Schlesien, gest. im Dezember 1201.
Die zweite Abteilung wurde von Sulisław (Sulislaus), ein Bruder des kurz zuvor bei Chmielnik im Kampf gegen die Mongolen gefallenen Krakauer Woiwoden Włodzimierz (Wladimir), und umfasste die Krakauer und die Großpolnischen Ritter.
Die dritte Abteilung wurde durch die Oppelner gestellt und wurde von Herzog Miesko II. angeführt.
Als vierte Abteilung nennt der Chronist Poppo von Osterna, Hochmeister des preußischen Ritterordens mit seinen Deutschordensrittern. Poppo von Osterna stammte aus dem alten Geschlecht der Grafen von Wertheim, einer Stadt am Einfluss der Tauber in den Main, aus der Linie derselben, die sich nach dem Gute Osterna, jetzt Osternohe, (ein Stadtteil von Schnaittach in der Nähe von Nürnberg) benannte. Sein Vater war wahrscheinlich der in einer Urkunde des Kaisers Friedrich Barbarossa von 1165 vorkommende Graf Poppo von Wertheim.
Des Weiteren folgten einige deutsche Kontingente seinem Hilferuf, darunter Herzog Friedrich II. von Österreich. Schwachpunkt war das Fußvolk. Es bestand hauptsächlich aus bewaffneten Stadtbürgern von Liegnitz, Bauern und Bergknappen aus den Minen des nahegelegenen Goldberg. Sie wurden von einigen gepanzerten Söldnern zusammengehalten. Insgesamt umfasste das Heer Heinrichs nach Ansicht des Journalisten Jan von Flocken kaum 4000 Mann, Angaben zeitgenössischer Chronisten von 40.000 Mann sind seiner Meinung nach übertrieben; ebenso setzte er auch fast alle anderen überlieferten Zahlenangaben pauschal auf ein Zehntel der überlieferten Zahlen herab.
Das mongolische Heer unter Baidar Khan war vor allem an Reitern weit überlegen (laut Jan von Flocken waren es 10.000, zeitgenössischen Chronisten zufolge sogar 100.000).

## Schlachtverlauf
Angesichts seiner zahlenmäßigen Unterlegenheit hätte Heinrich nach Süden ausweichen können, wo König Wenzel von Böhmen mit einem starken Heer anrückte (Flocken: 5.000 Mann, zeitgenössische Chronisten: 50.000 Mann). Dann aber hätte Heinrich riskieren müssen, dass das flinke Reiterheer der Mongolen ihn umgangen hätte. Heinrich entschloss sich, den Kampf aufzunehmen und gleichsam als heiligen Kreuzzug zu führen. Fast alle seine Kämpfer befestigten ein Kreuz an ihrer Kleidung, um dies zu dokumentieren. Das Heer König Wenzels war am Tag der Schlacht noch einen Tagesritt entfernt; immerhin war die berittene Vorhut der Böhmen inzwischen eingetroffen.
König Wenzel von Böhmen stand mit seinem Heer bei Guben, das rund 19 Kilometer von der Burg Liegniz entfernt ist, woraus klar hervorgeht, dass er keinesweges den nächsten Weg von Prag über Zittau eingeschlagen hatte, um, wie er sich später rühmte, dem wackeren Herzog Heinrich rechtzeitig Hilfe zu bringen oder nach dessen Niederlage seinen Tod an den Tataren zu rächen, sondern dass er vielmehr dem Feind bis nach Guben, zwölf altsächsische = achtzehn deutsche Meilen, von Liegniz aus dem Wege gegangen war.
Heinrich wusste auch sehr wohl, dass sein ihm wenig geneigter königlicher Schwager keineswegs willig war, ihm Hilfe zu bringen. Wäre es anders gewesen, so würde er, wenn er diese nahe und bereit gewusst hätte, abgewartet haben, ehe er den Kampf mit dem übermächtigen Feinde wagte.
Auf der Wahlstatt (polnisch Legnickie Pole, „Liegnitzer Feld“), einer Anhöhe zwischen den Flüssen Katzbach und Weidelache südöstlich von Liegnitz, stießen die beiden Heere am 9. April 1241 aufeinander. Das christliche Heer war in zwei Reihen aufgestellt: Vorne im Zentrum stand das Fußvolk, rechts und links flankiert von den polnischen Reitern und den Ordensrittern. Dahinter stand die schlesische Ritterschaft, verstärkt durch deutsche und böhmische Ritter und berittene Berufskrieger.
Das Heer Heinrichs wurde von den Mongolen weitgehend vernichtet; der Herzog fiel in der Schlacht. Sein Kopf wurde auf einer Lanze als Trophäe vor die Stadttore von Liegnitz getragen. Die Mongolen stießen trotz des Sieges nicht weiter nach Nordwesten vor.

## Folgen der Schlacht
Nach einem vergeblichen Versuch, Liegnitz zu erobern, stoppte Baidar Khan den Marsch nach Westen und zog mit seinen Truppen südlich zur Hauptmacht nach Ungarn. Unterwegs wurden mongolische Truppenteile von Gotthart Brandis abgedrängt. Die Mongolen zogen sich entlang der Sudeten nach Mähren zurück. Da nach der Umkehr der Mongolen die abendländische Allianz wieder zerfiel, stand Böhmen den Mongolen nun allein gegenüber. Die Gebirgspässe bei Glatz ließen sich zwar sperren, aber nach der Einnahme von Ratibor und Troppau fielen die Mongolen durch die Mährische Pforte in Mähren ein, nahmen Prerau, Littau, Wischau sowie andere Städte ein und verwüsteten die Hanna-Ebene. Nur zwei mährische Städte – Olmütz und Brünn – sowie das nordostungarische Neustadt am Zeltberg widerstanden und wurden von den Mongolen erfolglos belagert. Olmütz wurde durch 6000 Mann unter Jaroslaw von Sternberg verteidigt. Die Mongolen rückten drei Tage später von der Stadt ab und schlossen sich in Ungarn wieder Batu Khans Hauptheer an. Trotz ihres Sieges auch über die Ungarn drangen sie nicht weiter nach Westen vor, möglicherweise weil Großkhan Ögedei Khan im Sterben lag (er starb im Dezember 1241) und die Erbfolge unklar war. Vermutlich zogen die mongolischen Anführer ab, um einen neuen Herrscher zu wählen.
Auf dem Schlachtfeld ließen die Mutter und die Frau Heinrichs, die schlesischen Herzoginnen Hedwig von Andechs und Anna von Böhmen, eine Propstei errichten und übergaben sie den Benediktinern des Klosters Opatowitz bei Königgrätz. Heinrichs Leichnam wurde gefunden. Der um die Propstei entstehende Ort wurde nach dem Allgemeinbegriff für ein Schlachtfeld Wahlstatt genannt; seit 1948 heißt er Legnickie Pole („Liegnitzer Feld“). Bis heute findet in der Propstei jedes Jahr am 9. April ein Gottesdienst zur Erinnerung an die Schlacht statt.
„Vettern von Wahlstatt“ nannten sich später sechs schlesische Adelsfamilien, von denen jeweils nur ein männliches Familienmitglied die Schlacht überlebt haben soll: die Familien Rothkirch, Strachwitz, Nostitz, Seydlitz, Prittwitz und Zedlitz. Einem Mythos zufolge verlor die Familie Rothkirch alle männlichen Familienangehörigen in der Schlacht. Einzig ein erst nach der Schlacht geborener männlicher Nachkomme blieb übrig. Für diesen übernahm der Bund der überlebenden Kämpfer die Vormundschaft. Die heute lebenden Mitglieder dieser sechs Familien veranstalten regelmäßig Treffen im Gedenken an den Tag der Schlacht.
Der preußische Generalfeldmarschall Gebhard Leberecht von Blücher wurde 1814 nach seinem Einmarsch in Paris zum Fürsten von Wahlstatt ernannt.
In Wahlstatt gibt es seit 1961 das Museum zur Schlacht bei Liegnitz.